# Typhlodromus lateris
Typhlodromus lateris är en spindeldjursart som beskrevs av Wu, Lan och Liu 1995. Typhlodromus lateris ingår i släktet Typhlodromus och familjen Phytoseiidae. Inga underarter finns listade i Catalogue of Life.